# Crin de baltă
Crinul de baltă (Butomus umbellatus) este o specie de plante nativă în Eurasia din familia Butomaceae. Regional mai este numită și fânul câinelui, garoafă de baltă, micșunea de baltă, micșuneaua apei, papură de rogojină, păpurică, pipirig înflorit, roșățea sau țipirig cu flori.

## Descriere

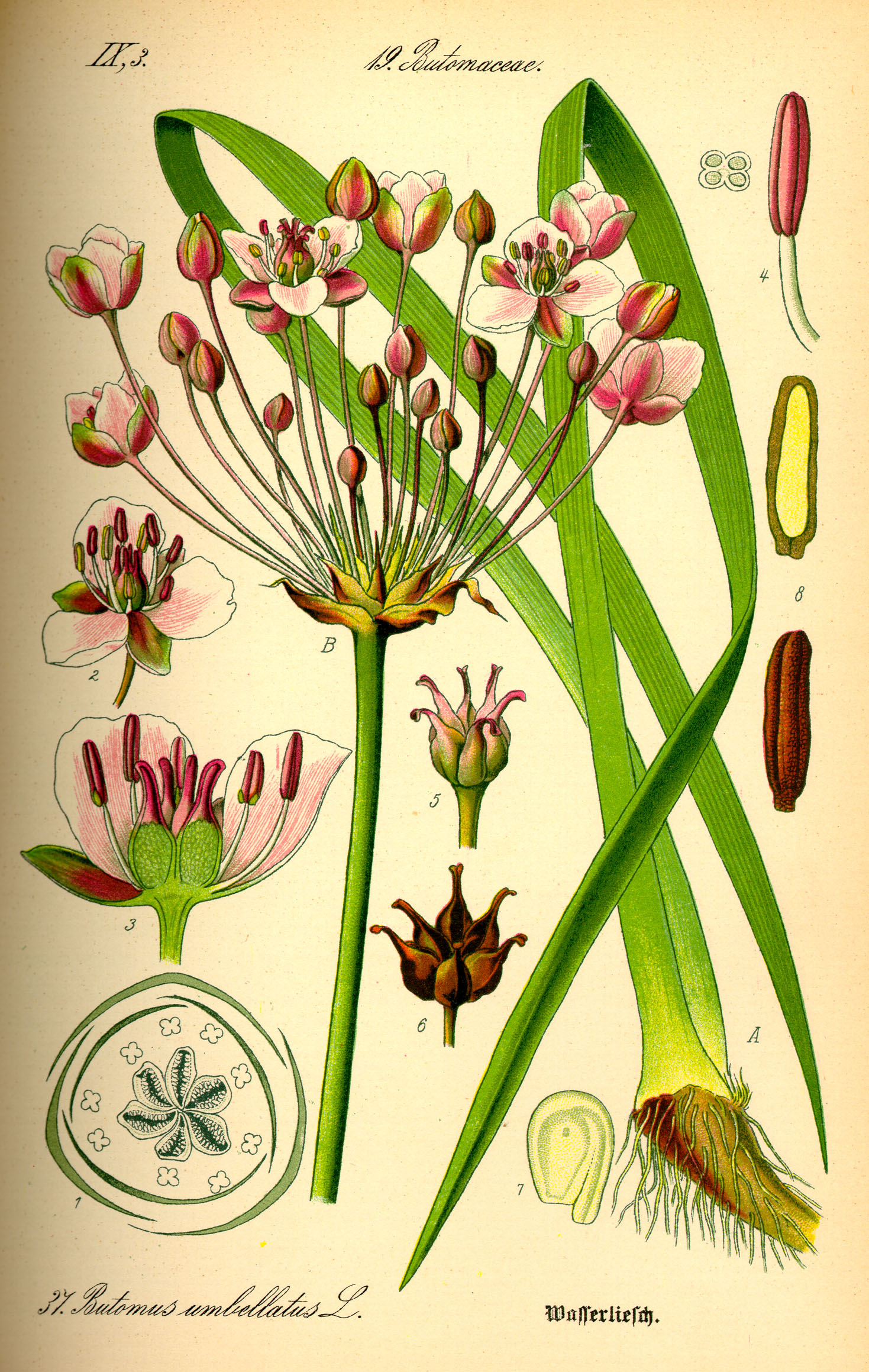
Butomus umbellatus

Specia este o plantă acvatică rizomatoasă, fără peri, perenă. Numele său este derivat din cuvintele grecești bous, care înseamnă „vacă”, „bou” etc. și tome, „tăietură” (verbul „temnein” înseamnă „a tăia”), care face referire la frunzele ca niște săbii.
Este originară din Eurasia, unde crește pe marginea apelor stătătoare sau încet curgătoare până la o adâncime de aproximativ 3 m. Florile sunt roz. A fost introdusă în America de Nord ca plantă ornamentală, dar acum a devenit plantă invazivă în zona Marilor Lacuri și în unele părți din Nord-Vestul Pacific. În Israel, una dintre țările de origine, este considerată specie pe cale de dispariție din cauza dispariției habitatului său natural. Planta poate fi găsite în Marea Britanie la nivel local.
Planta are frunze liniare, ascuțite, de obicei până la 1 metru lungime, uneori chiar mai mult. Frunzele sunt triunghiulare în secțiune transversală și apar în două rânduri de-a lungul rizomului. Nu au margini zimțate, au vene paralele și răsucite.
Inflorescența este o umbelă formată dintr-o singură floare terminală înconjurată de trei cime. Florile sunt regulate și bisexuale, de 2 până la 3 centimetri în diametru. Au trei sepale ca niște petale, de culoare roz, cu vene mai întunecate. Acestea persistă în fructe. Cele trei petale sunt similare sepalelor, dar ceva mai mari. Există între 6 și 9 stamine. Cele 6-9 carpele sunt superioare și puțin unite la bază. Atunci când se coc, frunctele sunt obovoide și încoronate cu un stil persistent. Ovulele sunt numeroase și răspândite pe suprafața interioară a peretelui carpelei, cu excepția mijlocului și marginilor. Fructele sunt folicule. Semințele nu au endosperm. Perioada de înflorire durează din iulie până în august.

## Utilizări
Butomus umbellatus este cultivată ca plantă ornamentală pe marginea apelor.
În unele părți din Rusia, rizomii sunt utilizați ca hrană.